# Eccellenza
Eccellenza är den femte högsta serien och den näst högsta amatörserien i fotboll i Italien efter Serie D, Serie C, Serie B och Serie A.
28 divisioner uppdelade geografiskt där vinnarna går upp till Serie D.